# 岐阜県道347号蜂屋太田線
岐阜県道347号蜂屋太田線（ぎふけんどう347ごう はちやおおたせん）は、岐阜県美濃加茂市内を通る一般県道である。

## 概要
美濃加茂市中心部と美濃加茂市北部を南北に結ぶ道路である。

### 路線データ
- 起点：岐阜県美濃加茂市蜂屋町上蜂屋（十郎橋交差点=国道418号交点）
- 終点：岐阜県美濃加茂市太田町（大縄手交差点=国道21号・国道248号上）

## 沿革
- 1977年（昭和52年）2月27日：認定[1]
- 2012年（平成24年）6月5日：美濃加茂市新池町2丁目 - 同市太田町（大縄手交差点）間で区域変更[2]。新池町2丁目から西に向かい、山手町1交差点で南に折れて大縄手交差点に至る現道に加えて、新池町2丁目から南に向かい田島町3交差点から国道248号と重複して大縄手交差点に至る経路が追加される。
- 2015年（平成27年）12月25日：2012年6月5日に追加された経路のうち、美濃加茂市新池町2丁目 - 同市田島町3丁目（田島町3交差点）間（540m）が供用開始[3]。
- 2016年（平成28年）4月1日：美濃加茂市新池町2丁目 - 同市太田町間で区域変更。美濃加茂市新池町2丁目 - 山手町1交差点 - 大縄手交差点間および大縄手交差点 - 太田本町1交差点間が当路線の指定から外れて新道（田島町3交差点経由）のみとなり、当路線の終点が太田本町1交差点から大縄手交差点に変更される[4]。

## 路線状況

### 旧道
2016年（平成28年）4月1日以前は大縄手交差点からさらに南にある太田本町1交差点（国道21号現道交点）が終点であった。大縄手交差点から南に向かい、美濃太田駅北口にある大手町1交差点から西に折れてJR高山本線・長良川鉄道越美南線をくぐる。ここから高山本線沿いの幅の狭い道を東に向かい、美濃太田駅南口に出る。美濃太田駅南口から駅前通りを南に進んで太田本町1交差点に至る経路であった。

### 重複区間
- 国道21号・国道248号（太田バイパス）（田島町3交差点 - 大縄手交差点）

## 地理

### 通過する自治体
- 岐阜県
  - 美濃加茂市

### 接続する道路
- 国道418号（十郎橋交差点）
- 国道41号（美濃加茂バイパス）（美濃加茂市蜂屋町上蜂屋地内で立体交差）
- 国道21号・国道248号（太田バイパス）（田島町3交差点）

### 周辺
- みのかも文化の森
  - 美濃加茂市民ミュージアム
- 美濃加茂市立山手小学校
- JR高山本線、太多線・長良川鉄道越美南線 美濃太田駅